# Wieża telewizyjna w Tallinnie
Wieża telewizyjna w Tallinnie (est. Tallinna teletorn) – wieża telewizyjna znajdująca się w stolicy Estonii, Tallinnie. Mając wysokość 314 metrów, jest najwyższą konstrukcją w kraju. Stoi w dzielnicy Pirita i została wybudowana z okazji rozgrywania konkurencji żeglarskich podczas igrzysk olimpijskich w Moskwie w 1980 roku.

## Opis
Kamień węgielny pod budowę wieży położono 30 września 1975 roku. Wieża miała składać się z trzech części: podstawy, betonowego trzonu o wysokości 190 metrów oraz 124-metrowej stalowej anteny. Prace budowlane nad trzonem zakończono w 1977 roku. 13 czerwca 1980 roku osiągnięto planowaną wysokość 314 metrów. W kwietniu 1980 roku miało miejsce potencjalnie niebezpieczne wydarzenie: zapaliło się okablowanie, co groziło stopieniem metalowych elementów konstrukcyjnych wieży. Niebezpieczeństwo zostało zażegnane dzięki szybkiej interwencji brygadzisty Väino Saara.
Uroczyste otwarcie wieży nastąpiło 11 lipca 1980 roku. Od 22 lipca do 1 sierpnia trwały regaty olimpijskie. Po deklaracji niepodległości Estonii w 1991 roku radzieccy żołnierze wyruszyli, by zająć wieżę, jednak wielu estońskich ochotników przybyło, by jej bronić. Uzbrojona część z nich zabarykadowała się w pomieszczeniach na szczycie wieży.
Na wysokości 170 metrów znajduje się taras widokowy wraz z restauracją. Został on zamknięty na czas renowacji 20 listopada 2007 roku. Ponowne otwarcie nastąpiło w maju 2012 roku. Na taras widokowy można się dostać za pomocą jednej z dwóch wind lub schodami (1050 stopni).

## Źródło
- Historia wieży. Tallinn TV Tower. [dostęp 2023-08-14]. (ang.).